# 리처드 F. 헥
리처드 프레더릭 헥(영어: Richard Frederick Heck, 1931년 8월 15일 ~ 2015년 10월 10일)은 미국의 화학자이다. 2010년에 팔라듐의 촉매 반응을 개발한 공로로 네기시 에이이치, 스즈키 아키라와 함께 노벨 화학상을 수상했다.

## 수상 경력
- 2006년 : 미국 화학회 허버트 브라운상
- 2010년 : 노벨 화학상

## 같이 보기
- 네기시 에이이치
- 스즈키 아키라 (화학자)

## 참고 문헌
- Negishi, E. (1999). “A profile of Professor Richard F. Heck Discovery of the Heck reaction”. 《Journal of Organometallic Chemistry》 576: XV. doi:10.1016/S0022-328X(98)01136-X.